# تاس‌ماهی نارنجی
تاس‌ماهی نارنجی (نام علمی: Acipenser fulvescens) نام یک گونه از تیره ماهیان خاویاری است.